# 코디와 생쥐 구조대
《코디와 생쥐 구조대》(영어: The Rescuers Down Under)는 월트 디즈니 픽처 애니메이션이 제작한 1990년 미국 만화 영화이다. 1990년 11월 16일 출시되었고, 1977년 작품 《생쥐 구조대》의 후속편이다.

## 줄거리
호주에 살고 있는 코디라는 소년은 여러 야생동물들과 친구로 지내고 있었다.
어느날 코디는 희귀동물인 황금 독수리와 함께 매클리치라는 밀렵꾼에게 납치당했다.
생쥐 구조대에서는 이 사건을 처리하기 위해 비앙카와 버나드를 보내기로 한다.
한편 버나드는 비앙카에게 약혼하기로 말하려다가 차마 말을 못하고 있다.
비앙카와 버나드는 전편에서의 활약을 도와준 오빌의 큰형인 윌버와 함께 호주로 파견, 제이크라는 가이드를 만난다. 제이크도 비앙카에게 한 눈에 반해 비앙카에게 이런저런 수작을 거는데 버나드는 그걸 못참아 한다.
한편 코디는 여러 야생동물들과 함께 탈출할 방법을 고민해 보는데...

## 등장인물
- 비앙카(Bianca)

성우:에바 가보르(Eva Gabor)/이선
오랫동안 생쥐 구조대에 있었던 헝가리 출신의 요원.
무척 세련되고 우아한 여성으로 항상 밝고 긍정적이다.
전편의 버나드와 함께 코디의 유괴사건을 해결하러 간다.
- 버나드(Bernard)

성우:봅 뉴하트(Bob Newhart)/이규화
전작에서 생쥐 구조대의 정식 멤버로 들어온 청년 쥐.
비앙카와 함께 행동을 한 이후, 그녀에게 호감을 갖고 이번에는 프로포즈를 하려 하지만 여러 가지 방해가 끼어들어 온다.
소심해 보이지만 의외로 크게 도움이 되는 존재이다.
- 코디(Cody)

성우:애덤 라이언(Adam Ryen)/정현빈
광활한 대자연에 둘러싸인 호주에 살고 있는 소년.
어머니와 둘이 살고 있다. 밀렵꾼의 덫에 걸린 야생동물들을 몰래 풀어주곤 한다.
사냥꾼 매클리치에게 유괴당한다.
친구들로는 바늘두더지 넬슨과 암컷 캥거루인 팔로외 다양한 친구들이 있다.
- 윌버(Wilbur)

성우:존 캔디(John Candy)/김재우
갈매기 항공을 경영하는 운영자 겸 파일럿으로 비앙카와 버나드를호주까지 데리고 간다.
유쾌한 성격으로 락을 좋아하는듯. 전작에 나온 갈매기 오빌과 형제지간으로 이 쪽이 동생.
- 제이크(Jake)

성우:트리스탄 로저스(Tristan Rogers)/최원형
호주를 탐험하는 모험가 쥐, 비앙카 일행에게 가이드 역할을 한다.
비앙카를 보고 첫눈에 반해 비앙카에게 잘 보이기 위해 자신의 터프한 활동을 보여주곤 한다.
- 퍼시벌 C. 매클리치(Percival C. McLeach)

성우:조지 C. 스콧(George C. Scott)/한상덕
지명수배 밀렵꾼, 황금 독수리가 있는 곳을 알아내기 위해 코디를 납치했다.
이미 마라후테의 짝인 수컷 황금 독수리를 살해한 뒤 그 깃털을 소유하고 있다.
- 마라후테(Marahute)

성우:프랭크 웰커(Frank Welker)
희귀동물인 황금 독수리로,밀렵꾼 매클리치가 노리고 있다.
암컷으로 보이며 짝인 수컷은 매클리치의 손에 살해당했다.
- 조애나(Joanna)

성우:프랭크 웰커
매클리치의 사냥용 암컷 왕도마뱀.

## 제작
- 한국어 제작 : Disney Character Voices International, Inc.